# Wybory do Senatu Republiki Czeskiej w 2010 roku
Wybory do Senatu Republiki Czeskiej w 2010 roku odbyły się 15 i 16 października oraz 22 i 23 października (II tura). Czeski Senat składa się z 81 senatorów wybieranych na 6-letnią kadencję, co 2 lata odnawiana jest 1/3 jego składu. 

## Organizacja wyborów
Wybory zostały rozpisane 18 czerwca 2010 przez prezydenta Václava Klausa na piątek i sobotę 15 i 16 października 2010. W wyborach wystartowali przedstawiciele czeskich partii politycznych oraz kandydaci niezależni, polska mniejszość narodowa nie zgłosiła swoich kandydatów, ani też nie udzieliła rekomendacji żadnemu z pretendentów w I turze. W wyborach zostało wyłonionych 27 senatorów w 27 jednomandatowych okręgach wyborczych bezwzględną większością głosów w I lub II turze. 
Do II tury przeszli kandydaci wystawieni przez Czeską Partię Socjaldemokratyczną (22), ODS (19), TOP 09 (5; z czego w dwóch okręgach rywalizowali z ODS), KDU-ČSL (3), severočeši.cz (2), a także Sprawy Publiczne (1) i kandydaci niezależni (2; z czego jedna związana z ODS). Do drugiej tury nie przeszli kandydaci Komunistycznej Partii Czech i Moraw, która straciła dwa miejsca w Senacie. Ostatecznie wybrano 27 senatorów: 12 z ČSSD, 8 z ODS, po 2 z ugrupowań severočeši.cz, TOP 09 i KDU-ČSL, a także jednego senatora niezależnego. Frekwencja w II turze wyniosła 24,6%. Ogółem ČSSD będzie mieć w Senacie 41 z 81 senatorów, uzyskując pierwszy raz w historii większość w izbie wyższej, ODS – 25, KDU-ČSL – 5, TOP 09 i STAN – 5, niezrzeszeni – 5. 

## Nowo wybrani senatorowie
- Jaroslav Palas (ČSSD) – Bruntálsko
- Jaromír Strnad (ČSSD) – Kutná Hora
- Antonín Maštalíř (ČSSD) – Ostrava-město (ob. 70)
- Jan Žaloudík (nestraník za ČSSD) – Brno-venkov (ob. 55)
- Martin Tesařík (ČSSD) – Olomouc
- Jozef Regec (ČSSD) – Blansko
- Miloš Malý (ČSSD) – Kroměříž
- Zdeněk Škromach (ČSSD) – Hodonín
- Zdeněk Besta (ČSSD) – Nový Jičín
- Dagmar Terelmešová (ČSSD) – Plzeň-město
- Petr Gawlas (ČSSD) – Frýdek-Místek
- Josef Táborský (ČSSD) – Jičín (ob.37)
- Miloš Vystrčil (ODS) – Jihlava
- Milan Pešák (ODS) - Praha 11 (ob. 19)
- Tomáš Jirsa (ODS) – Český Krumlov
- Petr Bratský (ODS) – Praha 6 (ob. 25)
- Pavel Eybert (ODS) – Tábor (ob. 13)
- Veronika Vrecionová (ODS) – Mělník (ob. 28)
- Jiří Oberfalzer (ODS) – Beroun (ob. 25)
- Přemysl Sobotka (ODS) – Liberec (ob. 34)
- Jan Horník (TOP 09) – Karlovy Vary
- Jaromír Štětina (TOP 09) – Praha 10 (ob. 22)
- Stanislav Juránek (KDU-ČSL) – Brno-měst
- Petr Šilar (KDU-ČSL) – Ústí nad Orlicí
- Alena Dernerová (Severočeši.cz) – Most
- Jaroslav Doubrava (Severočeši.cz) – Ústí nad Labem
- Miluše Horská (niez.) – Pardubice